# Maroš Šefčovič
Maroš Šefčovič (ur. 24 lipca 1966 w Bratysławie) – słowacki dyplomata i polityk, ambasador w Izraelu (1999–2002) i przy Wspólnotach Europejskich (2004–2009), od 2009 członek Komisji Europejskiej, komisarz ds. edukacji, kultury, szkoleń i młodzieży (2009–2010), komisarz ds. stosunków międzyinstytucjonalnych i administracji (2010–2014) oraz ds. unii energetycznej (2014–2019), od 2010 do 2024 wiceprzewodniczący KE (w latach 2019–2024 odpowiedzialny za stosunki międzyinstytucjonalne i prognozowanie, a od 2023 do 2024 również za Europejski Zielony Ład), od 2024 komisarz ds. handlu i bezpieczeństwa gospodarczego oraz stosunków międzyinstytucjonalnych i przejrzystości.

## Życiorys
W latach 1984–1985 studiował w Wyższej Szkole Ekonomicznej w Bratysławie, następnie w Moskiewskim Państwowym Instytucie Stosunków Międzynarodowych (1985–1990). W 1990 uzyskał tytuł akademicki JUDr., a w 2000 doktoryzował się na Wydziale Prawa Uniwersytetu Komeńskiego w Bratysławie.
W 1990 pracował jako doradca wiceministra spraw zagranicznych Czechosłowacji. W latach 1991–1992 był III sekretarzem i konsulem w ambasadzie Czechosłowacji w Zimbabwe, następnie zastępcą szefa misji i II sekretarzem w ambasadzie w Kanadzie (1992–1995). W 1995 rozpoczął pracę w Departamencie Państw Unii Europejskiej i NATO słowackiego Ministerstwa Spraw Zagranicznych (był m.in. jego wicedyrektorem). W latach 1998–1999 był zatrudniony w stałym przedstawicielstwie Słowacji przy Wspólnotach Europejskich jako radca i zastępca szefa misji.
W latach 1999–2002 sprawował funkcję ambasadora w Izraelu. Po powrocie do kraju pracował w MSZ na stanowisku dyrektora generalnego (2002–2004). W latach 2004–2009 był stałym przedstawicielem Słowacji przy Wspólnotach Europejskich. 1 października 2009 objął urząd komisarza europejskiego ds. edukacji, kultury, szkoleń i młodzieży w I komisji José Barroso. W II komisji José Barroso został wiceprzewodniczącym KE i komisarzem ds. instytucjonalnych oraz administracji.
W 2014 prowadził listę wyborczą partii SMER w wyborach europejskich. Uzyskał jednocześnie rządową rekomendację do członkostwa w kolejnej Komisji Europejskiej, wobec czego przed rozpoczęciem kadencji zrezygnował z objęcia mandatu europosła. Pozostał także w nowej Komisji Europejskiej, na czele której stanął Jean-Claude Juncker (od 1 listopada 2014). Został w jej ramach ponownie wiceprzewodniczącym oraz komisarzem ds. unii energetycznej.
W 2019 z poparciem partii SMER kandydował w wyborach prezydenckich, zajmując w I turze z 16 marca 2. miejsce z wynikiem 18,7% głosów. Przeszedł do II tury z Zuzaną Čaputovą, którą poparło 40,6% głosujących. W głosowaniu z 31 marca przegrał ze swoją konkurentką, otrzymując 41,6% głosów. Również w 2019 dołączył do Komisji Europejskiej kierowanej przez Ursulę von der Leyen (z kadencją od 1 grudnia tegoż roku) jako wiceprzewodniczący odpowiedzialny za stosunki międzyinstytucjonalne i prognozowanie. W październiku 2023 został dodatkowo wiceprzewodniczącym wykonawczym odpowiedzialnym za Europejski Zielony Ład. W 2024 wszedł w skład nowo utworzonej drugiej KE dotychczasowej przewodniczącej (z kadencją od 1 grudnia tegoż roku) jako komisarz ds. handlu i bezpieczeństwa gospodarczego oraz stosunków międzyinstytucjonalnych i przejrzystości.

## Odznaczenia
- Order Księcia Jarosława Mądrego II klasy (Ukraina, 2020)[10]